# Jerry Lucas
Jerry Lucas (Middletown, 30 de março de 1940) é um ex-jogador de basquete norte-americano que foi campeão da Temporada da NBA de 1972-73 jogando pelo New York Knicks.